# 黒椿姫 雷鳥の暗殺者と公爵令息
『黒椿姫 雷鳥の暗殺者と公爵令息』（くろつばきひめ らいちょうのあんさつしゃとこうしゃくれいそく）は、魚住ユキコ作のティーンズラブ小説。

## あらすじ
グロンヴァール王国の王女にして現国王唯一の子供、そしてそこの第一王位継承者であるエルダ。自分の命を取りに来たはずの男・レイフェンを、なぜか従者として雇っている。そんな彼女の前に、ヒースコートという青年貴族が現れ、結婚を迫った。そんな折、エルダの恩人だったイサークの追悼式典で、テロ事件が発生してしまう・・・・・・。

## 物語の背景
シュバ族
グロンヴァール王国北方の山岳地帯で生活する民族。戦闘能力およびそれに付帯するサバイバル能力や身体能力が高い。エルダの祖父・ゲイリー一世の頃に発生した内乱で、体制派と反体制派に分裂してしまった。
雷鳥(ギリウス)
シュバ族の反体制派によって結成されたテロリスト集団。グロンヴァールの王室はもちろんのこと、体制派(王室側)についたシュバ族も目の敵として狙っている。レイフェンももともとはこの組織の一員だった。

## 書誌情報
- 黒椿姫 雷鳥の暗殺者と公爵令息(文：魚住ユキコ、絵：カワハラ恋 フランス書院ティアラ文庫)2009年7月3日発売